# Lijst van onroerend erfgoed in Vlaams-Brabant
Deze pagina bevat een overzicht van de lijsten van onroerend erfgoed in Vlaams-Brabant, gerangschikt per Belgische gemeente. Het onroerend erfgoed maakt deel uit van het cultureel erfgoed in België.
- Lijst van onroerend erfgoed in Aarschot
- Lijst van onroerend erfgoed in Affligem
- Lijst van onroerend erfgoed in Asse
- Lijst van onroerend erfgoed in Beersel
- Lijst van onroerend erfgoed in Begijnendijk
- Lijst van onroerend erfgoed in Bekkevoort
- Lijst van onroerend erfgoed in Bertem
- Lijst van onroerend erfgoed in Bever
- Lijst van onroerend erfgoed in Bierbeek
- Lijst van onroerend erfgoed in Boortmeerbeek
- Lijst van onroerend erfgoed in Boutersem
- Lijst van onroerend erfgoed in Diest
- Lijst van onroerend erfgoed in Dilbeek
- Lijst van onroerend erfgoed in Drogenbos
- Lijst van onroerend erfgoed in Geetbets
- Lijst van onroerend erfgoed in Glabbeek
- Lijst van onroerend erfgoed in Grimbergen
- Lijst van onroerend erfgoed in Haacht
- Lijst van onroerend erfgoed in Halle
- Lijst van onroerend erfgoed in Herent
- Lijst van onroerend erfgoed in Hoegaarden
- Lijst van onroerend erfgoed in Hoeilaart
- Lijst van onroerend erfgoed in Holsbeek
- Lijst van onroerend erfgoed in Huldenberg
- Lijst van onroerend erfgoed in Kampenhout
- Lijst van onroerend erfgoed in Kapelle-op-den-Bos
- Lijst van onroerend erfgoed in Keerbergen
- Lijst van onroerend erfgoed in Kortenaken
- Lijst van onroerend erfgoed in Kortenberg
- Lijst van onroerend erfgoed in Kraainem
- Lijst van onroerend erfgoed in Landen
- Lijst van onroerend erfgoed in Lennik

- Lijst van onroerend erfgoed in Leuven
- Lijst van onroerend erfgoed in Liedekerke
- Lijst van onroerend erfgoed in Linkebeek
- Lijst van onroerend erfgoed in Linter
- Lijst van onroerend erfgoed in Londerzeel
- Lijst van onroerend erfgoed in Lubbeek
- Lijst van onroerend erfgoed in Machelen
- Lijst van onroerend erfgoed in Meise
- Lijst van onroerend erfgoed in Merchtem
- Lijst van onroerend erfgoed in Opwijk
- Lijst van onroerend erfgoed in Oud-Heverlee
- Lijst van onroerend erfgoed in Overijse
- Lijst van onroerend erfgoed in Pajottegem
- Lijst van onroerend erfgoed in Pepingen
- Lijst van onroerend erfgoed in Roosdaal
- Lijst van onroerend erfgoed in Rotselaar
- Lijst van onroerend erfgoed in Scherpenheuvel-Zichem
- Lijst van onroerend erfgoed in Sint-Genesius-Rode
- Lijst van onroerend erfgoed in Sint-Pieters-Leeuw
- Lijst van onroerend erfgoed in Steenokkerzeel
- Lijst van onroerend erfgoed in Ternat
- Lijst van onroerend erfgoed in Tervuren
- Lijst van onroerend erfgoed in Tielt-Winge
- Lijst van onroerend erfgoed in Tienen
- Lijst van onroerend erfgoed in Tremelo
- Lijst van onroerend erfgoed in Vilvoorde
- Lijst van onroerend erfgoed in Wemmel
- Lijst van onroerend erfgoed in Wezembeek-Oppem
- Lijst van onroerend erfgoed in Zaventem
- Lijst van onroerend erfgoed in Zemst
- Lijst van onroerend erfgoed in Zoutleeuw